# 上海小姐
《上海小姐》是一部1947年的美国黑色電影。由奥森·威尔斯担任导演，主演者包括威爾斯自己與他的第二任妻子，女星丽塔·海华丝以及艾佛烈·史隆。改編自薛伍德·金（Sherwood King）1938年的小說《如果我在醒來之前死去》（If I Die Before I Wake）。

## 劇情
令人一見難忘的美女公園遇襲，男子英雄救美並護送回家。經攀談後，得知男子Michael O'Hara是海員，而女子Elsa與丈夫所棲身的自家遊艇正要出發穿越巴拿馬運河，於是邀他上船工作卻遭拒，因Michael背景複雜，察覺出事有蹊蹺。Michael次日至海事介紹所找工作，身負殘疾的Arthur Bannister律師想雇用他，在被得知為Elsa之夫後又遭拒。但大夥一起喝酒後，Arthur醉到不省人事，Michael只得與夥伴送人回到船上。船上所有人連同Elsa都要求Michael留下來當水手長，加上他和夥伴也需要工作，終於答應留下。
當遊艇在海上遨遊時，Michael越來越受Elsa吸引。而Michael曾經的夥伴George Grisby找上門來，想要他再度殺人。Michael表明自己早想離船而去，但被George發現他與Elsa之間的愛火。由於船上的事令他覺得Elsa需要拯救，而Arthur又時時派人跟蹤他們兩人，在George再度提議重金雇他殺人之後，Michael決定拿這筆錢與Elsa雙宿雙飛。而George要他殺的人，就是George Grisby他自己。
George聲稱想要消失，但假自殺無法達到目的，於是要Michael「殺死」他後認罪，他便能因之被宣告死亡。但由於他已遠走高飛，在找不到「屍體」下，依當時法律，Michael無法被以謀殺起訴定罪。Elsa認為其中有詐，且事關她心機深沉的丈夫，但Michael決意進行到底。
在「謀殺」當晚，Arthur雇用來跟蹤Elsa的私家偵探找上George勒索，表示知道他真正的計劃是殺人後再偽裝已被殺來逃過法律治裁。George將之滅口後，還是要求不知情的Michael繼續完成「謀殺」計劃。
George依計安排證人證物後乘船消失。私家偵探中槍後一時未死，找上Elsa說出自己所知，要她快去找自己快要被殺的丈夫。又在Michael致電Elsa時說明Arthur會有危險，才終於支持不住。Michael急忙趕赴Arthur所在，卻發現已死的是George，而Arthur安然無恙。這下「謀殺」George的人證物證俱全，而知道內情的人都已死，Arthur反成了他的辯護律師。
Arthur認為「罪證」確鑿，僅能作有罪辯護。他既是Michael的律師，也以Michael老闆的身分出庭作證。在陪審團即將宣佈判決前，他向Michael表示會很高興敗訴。在Elsa眼神示意下，Michael將Arthur自己要吃的藥品搶過來一股腦全吞下。法庭大亂，急將人放在辦公室內以便找人施救。Michael藉機制服法警後混在人潮中外逃，躲進附近一家粵劇館中。Elsa也跟了上去，在發現他行蹤後打電話給自己廚子找幫手，再自己坐到Michael身邊，商量下一步。
Michael因藥效發作昏昏沉沉，表示找出殺George的凶槍即可證明清白，卻在Elsa提包中找到凶槍，隨即因藥效昏了過去，被Elsa找來的幫手搬進附近樂園中的鏡屋。在似睡似醒中，Michael醒悟到，Elsa是想為錢殺了Arthur，George用不著消失。但負責佈疑陣的George偏離計劃殺了私家偵探，為恐警方查案找上George而追索到Elsa，不得不先滅口。
在鏡屋中，持槍的Elsa說出一切，即將對還未完全清醒的Michael痛下殺手。Arthur卻也找了過來，表示他知道一切，已將所知都寫在信上給了地方檢查官。夫妻兩人在鏡屋中相互開槍，彼此都不知道打中的是真人還是鏡像。最後Arthur倒地，瀕死的Elsa爬到鏡屋外。Michael踉蹌走到外面，知道Arthur的信會證明自己無辜。但他認為自己不是無辜，而是無知。

## 演員
- 丽塔·海华丝 飾 Elsa "Rosalie" Bannister（歌唱由安妮塔·艾利斯（英语：Anita Kert Ellis）配音）
- 奧遜·威爾斯 飾 Michael O'Hara
- 艾佛烈·史隆（英语：Everett Sloane） 飾 Arthur Bannister
- 葛倫·安德斯（英语：Glenn Anders） 飾 George Grisby
- Ted de Corsia（英语：Ted de Corsia） 飾 Sidney Broome
- Erskine Sanford（英语：Erskine Sanford） 飾 Judge
- Gus Schilling（英语：Gus Schilling） 飾 "Goldie" Goldfish
- Carl Frank 飾 District Attorney Galloway
- Louis Merrill 飾 Jake
- 伊芙琳·艾利斯（英语：Evelyn Ellis） 飾 Bessie
- 哈利·夏儂（英语：Harry Shannon (actor)） 飾 Cab Driver

## 來源
1. ↑  . Paste. August 9, 2015  [August 9, 2015]. （原始内容存档于August 12, 2015）.